# 任道鎔
任道鎔（1823年—1906年），字励甫，号筱沅、筱园、寄翁，江蘇宜興人。清朝官员。

## 生平
道光二十九年(1849)拔贡，考授教職。咸豐中期，在家鄉襄辦團練，任松江府奉賢縣訓導。因籌餉有功，授湖北當陽縣知縣，多行善政，調江夏縣知縣。同治二年，擢直隸順德府知府。因擊退捻軍，晉道員銜。累遷至浙江布政使，歷任直隸布政使、山東巡撫。光緒二十一年，起復為东河河道總督。二十六年，拳匪起，河南奸民乘機煽亂人心。道鎔鎮靜處理，以河標保衛省防。次年，調浙江巡撫。二十八年，因病辭官。三十二年 ，卒。
著《寄欧游草》、《欧馆闲吟》、《寄鸥馆日记》，纂修《荆溪任氏家乘》。与俞樾交往（载《俞樾函札辑证》）。在苏州的宅园“蔼庆堂”位于王洗马巷，含有书斋庭院。

## 家庭
- 父乾隆六十年（1795年）乙卯恩科三甲进士任烜。
- 妻吴兰畹，有《灌香草堂初稿》。

## 延伸阅读
[在维基数据编辑]
 《清史稿/卷450》，出自趙爾巽《清史稿》